# Христо Зенгов
Христо Г. Зенгов е български революционер, деец на Вътрешната македоно-одринска революционна организация.

## Биография
Христо Зенгов е роден през 1881 година в битолското село Цапари, тогава в Османската империя, днес в Северна Македония. Завършва четирикласно училище и работи като кюмюрджия в Катерини, а после в Измир. Присъединява се към ВМОРО и участва в Илинденско-Преображенското въстание в 1903 година като куриер. След потушаването на въстанието работи в Измир до 1908 година, а след това работи дълги години в САЩ. В 1937 година окончателно се установява в Цапари. В 1950 година подава молба за илинденска пенсия.